# Polistomorpha
Polistomorpha is een geslacht van vliesvleugeligen uit de familie Leucospidae. De wetenschappelijke naam van dit geslacht is voor het eerst geldig gepubliceerd in 1839 door Westwood.

## Soorten
Het geslacht Polistomorpha omvat de volgende soorten:
- Polistomorpha atrata Boucek, 1974
- Polistomorpha conura Boucek, 1974
- Polistomorpha fasciata (Westwood, 1874)
- Polistomorpha femorata Boucek, 1974
- Polistomorpha nitidiventris Ducke, 1906
- Polistomorpha sphegoides Walker, 1862
- Polistomorpha surinamensis (Westwood, 1839)